# Saint Peters, Missouri
St. Peters är en stad i Saint Charles County i Missouri. Folkmängden var 486 enligt 1970 års folkräkning och 40 660 enligt 1990 års folkräkning. Stadens folkmängd har vuxit också under senare år, om än inte lika explosionsartat som under 1970- och 1980-talen.